# Bánov
Bánov – gmina w Czechach, w powiecie Uherské Hradiště, w kraju zlińskim. Według danych z dnia 1 stycznia 2012 liczyła 2121 mieszkańców.
Wieś leży u podnóży Białych Karpat blisko granicy czesko-słowackiej.

## Historia
Pierwsza źródło pisane na temat miejscowości pochodzi z 1091 roku.